# Dème de Cythère
Le dème de Cythère est une municipalité de Grèce en Attique. Il comprend les îles de Cythère et d'Anticythère.